# Sergio Pitol
Sergio Pitol Demeneghi (* 18. März 1933 in Puebla; † 12. April 2018 in Xalapa, Mexiko) war ein mexikanischer Literaturwissenschaftler, Schriftsteller, Übersetzer und Diplomat.

## Leben
Sergio Pitols Kindheit war von persönlichen Tragödien und Krankheit überschattet. Gerade vier Jahre alt verlor Pitol seine Eltern. Sein Vater starb an Meningitis, seine Mutter ertrank. Kurze Zeit später starb seine Schwester, er selbst erkrankte an Malaria und war lange Zeit ans Bett gefesselt. Nach dem Tod seiner Eltern wurden er und sein drei Jahre älterer Bruder Angel von seinen Großeltern mütterlicherseits, Catalina Bouganza de Deméneghi und Agustín Deméneghi, im Küstenstaat Veracruz aufgezogen. Durch die Großmutter entdeckte Pitol seine große Liebe zur Literatur: Jules Verne, Charles Dickens, Robert Louis Stevenson und viele andere. „Als ich krank wurde, schenkte mir meine Oma einige Bücher von Jules Verne. Ich war fasziniert. Wegen Vernes wunderbarer Abenteuer hielt ich am Leben fest. […] Seit meiner Kindheit waren die Literatur und das Theater stets meine Zufluchtsorte“, erklärte Pitol. „Meine Großmutter las den ganzen Tag über, ihr Lieblingsautor war Tolstoi. Meine Krankheit führte auch mich zum Lesen. Ich begann mit Verne, Stevenson und Dickens, mit zwölf Jahren hatte ich "Krieg und Frieden" von Tolstoi gelesen. Mit sechzehn, siebzehn Jahren war ich vertraut mit Proust, Faulkner, Thomas Mann und Virginia Woolf, ich kannte Kafka, Neruda und Borges, die zeit-genössische mexikanische Dichtung und die spanische Generation von 1927, ebenso wie die klassische spanische Literatur.“
Nach seiner Genesung widmete er sein Leben dem Reisen und Schreiben. 1950 ging Pitol nach Mexiko-Stadt, um an der dortigen Universidad Autónoma de México (UNAM) Rechtswissenschaft, Philosophie und Literaturwissenschaft zu studieren. Nach Abschluss seiner Studien lehrte er zunächst als Literaturprofessor an der UNAM, der Universidad Veracruzana in Xalapa und an der University of Bristol.
1960 trat er in den Auswärtigen Dienst Mexikos ein und wurde Kulturattaché in Italien, dem damaligen Jugoslawien, Polen, Frankreich, Volksrepublik China, der damaligen Sowjetunion, Tschechoslowakei, Ungarn und Spanien. 1982 bis 1987 war er mexikanischer Botschafter in der Tschechoslowakei. In seinem Buch Die Kunst der Flucht blickte Pitol u. a. zurück auf seine zahllosen Reisen in die europäischen Metropolen.
Zunächst von der lateinamerikanischen Phantastik beeinflusst, erweiterte Pitol im Laufe seines literarischen Schaffens und unter dem Eindruck vor allem der russischen Literatur seine Perspektive über die traditionellen mexikanischen Themen hinaus aus. Als Romancier und Essayist wurde er zu den angesehensten Schriftstellern Lateinamerikas gezählt. Pitol beherrschte sieben Sprachen. Durch seine Übersetzungen machte er u. a. Anton Tschechow, Nikolai Gogol, Witold Gombrowicz, Henry James, Joseph Conrad und Jane Austen in Mexiko bekannt.
Seit 1993 lebte Pitol in Xalapa, der Hauptstadt des mexikanischen Bundesstaates Veracruz. Er erkrankte an fortschreitende Aphasie. Zuletzt konnte er kaum noch sprechen oder sich bewegen und zog sich immer mehr aus dem öffentlichen Leben zurück. Nach einem Rechtsstreit zwischen Freunden und Verwandten über seine Pflege lebte er zuletzt unter staatlicher Vormundschaft.

## Ehrungen und Auszeichnungen
Pitol erhielt zahlreiche Auszeichnungen, so 1998 das Offizierskreuz des Verdienstordens der Republik Polen und 2005 den Cervantes-Preis.

## Werke in deutscher Übersetzung
- Eheleben. Roman, mit einem Nachwort von Antonio Tabucchi. Wagenbach, Berlin 2002, TB 2005, ISBN 3-8031-2513-8.
- Defilee der Liebe. Roman. Wagenbach, Berlin 2003, ISBN 3-8031-3180-4.
- Die Reise – Ein Besuch Russlands und seiner Literatur. Wagenbach, Berlin 2003, ISBN 3-8031-3611-3.
- Mephistowalzer. Erzählungen. Wagenbach, Berlin 2005, ISBN 3-8031-1230-3.
- Die göttliche Schnepfe. Roman. Wagenbach, Berlin 2006, ISBN 3-8031-3206-1.
- Die Kunst der Flucht. Übersetzung Ulrich Kunzmann. Matthes & Seitz, Berlin 2007, ISBN 3-8822-1882-7.
- Drosseln begraben. Die schönsten Erzählungen. Aus dem mexikanischen Spanisch von Angelica Amar. Wagenbach, Berlin 2013, ISBN 978-3-8031-3249-9.

## Belege
1. ↑  Mexikanischer Autor Sergio Pitol mit 85 gestorben. Stuttgarter Zeitung, 13. April 2018, archiviert vom Original am 16. Juni 2018.++
Fabiola Palapa Quijas, Eirinet Gómez: Pitol y el llamado del viaje. In: La Jornada. 12. April 2018, abgerufen am 13. April 2018 (spanisch).
2. ↑  Berenice Bautista, Peter Orsi: Renowned Mexican writer Sergio Pitol dies at 85. In: AP-Artikel in The Washington Post. 12. April 2018, abgerufen am 14. April 2018 (englisch).
George Henson: Sergio Pitol: A Literary Ambassador from Mexico to the World. In: Latin American Literature Today. 30. Januar 2018, abgerufen am 14. April 2018 (englisch).
Weltenbummler der Literatur. Mexikanischer Autor Sergio Pitol mit 85 gestorben. Stuttgarter Zeitung, 13. April 2018, archiviert vom Original am 14. April 2018.
3. 1 2  Sinn fürs Groteske in Momenten großer Tragik. Verleihung des Cervantes-Preises 2005 an Sergio Pitol, Deutschlandfunk Kultur, 21. April 2006.
4. ↑  Juan Carlos Delgado: Muere el escritor mexicano Sergio Pitol. In: abc.es. 13. April 2018, abgerufen am 13. April 2018 (spanisch).
5. 1 2  Encyclopedia of Latin American Literature. Ed. By Verity Smith. 1997, S. 1211
6. ↑  Deutschlandfunk Kultur 29. Oktober 2007: Reflexionen eines kulturhungrigen Weltenbummlers
7. ↑  Sergio Pitol gestorben. In: Deutschlandfunk Kultur. 12. April 2018, abgerufen am 13. April 2018.
8. ↑  Weltenbummler der Literatur. Mexikanischer Autor Sergio Pitol mit 85 gestorben (Memento des Originals vom 17. April 2018 im Internet Archive)  Info: Der Archivlink wurde automatisch eingesetzt und noch nicht geprüft. Bitte prüfe Original- und Archivlink gemäß Anleitung und entferne dann diesen Hinweis.. In: Badische Zeitung vom 13. April 2018.

| Personendaten    | Personendaten                               |
| ---------------- | ------------------------------------------- |
| NAME             | Pitol, Sergio                               |
| ALTERNATIVNAMEN  | Pitol Demeneghi, Sergio                     |
| KURZBESCHREIBUNG | mexikanischer Schriftsteller und Übersetzer |
| GEBURTSDATUM     | 18. März 1933                               |
| GEBURTSORT       | Puebla, Puebla, Mexiko                      |
| STERBEDATUM      | 12. April 2018                              |
| STERBEORT        | Xalapa, Mexiko                              |